# Porella saccata
Porella saccata là một loài rêu trong họ Porellaceae. Loài này được M. L. So mô tả khoa học đầu tiên năm 2005.